# 小合隆站

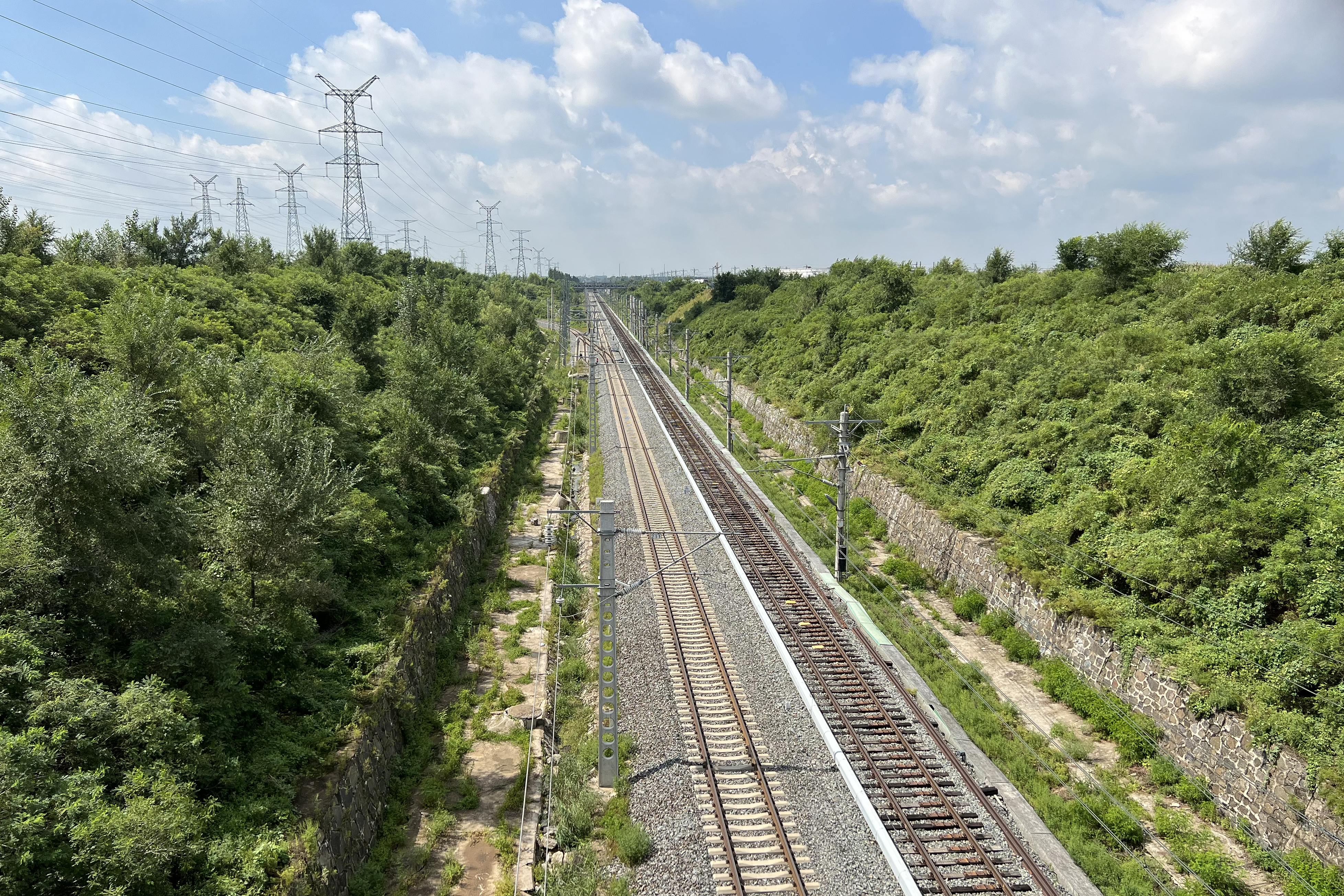
本站引出的长客专用线

小合隆站是位于吉林省长春市宽城区兰家镇的一个铁路车站，有长白铁路经过该站；车站及其上下行区间均已电气化，距离长春站19公里。车站隶属中国铁路沈阳局集团有限公司，现办理客货运业务，是四等站。
车站设有8条股道；本站设有3条专用线，分别通往中车长春轨道客车厂区高速铁路试验线、华能吉林发电有限公司长春热电厂、国电吉林龙华长春热电一厂。
车站作为长白铁路工程的一部分车站建于1934年，后因第二次国共内战于1946年拆除，直至1971年修复:56。2009年长白铁路扩能改造工程新建本站至长春北站线路进入长春铁路枢纽，不再经过小南站。2016年车站实施复线化工程。

## 其他说明
1934年该站建立时位于当时的长春县第三区（驻地小合隆）境内，因此得名。后来随着行政区划的变动，现在站址属长春市宽城区兰家镇管辖。兰家镇在此设有合隆站村（又名合隆村）。